# 微笑的魚 (繪本)
《微笑的魚》是臺灣繪本作家幾米於1998年所出版的繪本作品，語言出版包含繁體中文、簡體中文、日文、西班牙文、泰文、葡萄牙文、義大利文、法文。《微笑的魚》故事描述主角（平凡的中年男子）與一條會微笑的魚相遇，「擁有像狗一樣忠心，像貓一樣貼心，像愛人一樣深情的魚」，微醺得跟著魚兒笑，隨著主角（平凡的中年男子）起舞，並始終陪伴著主角（平凡的中年男子），藉由微笑的魚引導，過程中使主角（平凡的中年男子）慢慢察覺出自己的內心深處的缺口。
《微笑的魚》為幾米於創作《向左走向右走》過程中突然轉身去創作的故事繪本，因曾患上急性骨髓性白血病（又名：血癌），治療期間於無菌室時常望向窗外，玻璃卻反射了寂寞的心境，幾米透過觀察透明窗所看出去的視角，並感受以這條透明界線與外界連結，作為創作靈感，完成了《森林裡的秘密》、《微笑的魚》等作品，幾米：「疾病就是我的玻璃缸，他把我跟人完全阻隔，所以我再怎麼努力，也離不開這個透明的房間，現在好一點，可是我知道我還是跟別人不一樣。」，故事寫照出幾米抗癌的寂寞心境，繪圖處處隱含著藍調憂傷和詩意氛圍，故此書爲感激當初治療的榮民總醫院醫生、護士們，而誕生的作品。

## 獲獎紀錄
- 1998年《微笑的魚》 聯合報 讀書人最佳童書

## 衍生作品
《微笑的魚》為改編幾米原著繪本的動畫短片，總片長約10分鐘，由導演林博良、段奕倫和石昌傑所製作，整部動畫以水彩淡彩勾勒，並加入了城市的街景，以3D （页面存档备份，存于）表現出2D （页面存档备份，存于）手繪的質感，且無任何旁白呈現如同原著般的樸實韻味，此動畫於2006年3月31日上映，於同年獲得第56屆柏林影展德國兒童基金-特別獎-最佳短片，及以下獎項。
- 2005香港國際電影節最佳短片創作
- 2005韓國首爾國際卡通動畫影展網路動畫類別評審團特別獎
- 2005日本福岡亞洲數位藝術大獎特別獎
- 2005臺灣國際兒童電視影展最佳臺灣影片
- 2006柏林影展-兒童單元競賽評審團特別獎
- 2006瑞士佛瑞堡影展短片正式競賽單元裡的特別觀摩片
- 2006雪城影展最佳動畫片
- 2006韓國高陽影展最佳短片
- 2006獲得亞太影展最佳動畫

## 相關書籍
1. 幾米《微笑的魚》，大塊文化出版，國際標準書號：ISBN 9867600142
2. 幾米《森林裡的祕密》，大塊文化出版，國際標準書號：ISBN 9867600169

## 外部連結
- 幾米品牌官方網站 （页面存档备份，存于）
- 幾米官方的Instagram帳號